# أصفاد التربيط
أصفاد التربيط هي قيود مصممة للاستخدام في حالات التربيط. بالمقارنة مع الأصفاد التقليدية فإنّ أصفاد التربيط واسعة من ناحية المعصم والكاحل، كما تُصنع في غالِب الأحيان من الجلود المبطنة والليّنة. يُمكن تثبيت أصفاد التربيط على المعصمين أو الكاحلين ثم توثيقهم من خلال مشبك أو لاصق فيلكرو. قد تكون هذه الأصفاد مزودة ببعض المرفقات مثلَ حزام من النايلون أو من مادة ليّنة أخرى كما يُمكن أن يتوفر على حلقة آلية تسمح بشد الأشرطة.

## اعتبارات السلامة
أصفاد التربيط مصممة لتكون أكثر أماناً من الأصفاد التقليدية. على عكس أصفاد التربيط فإن التصميم الأساسي أو بالأحرى أهداف الأصفاد هي عدم الشعور بالراحة والسلامة والمنع من الهروب. عمومًا تُصنع أصفاد التربيط بشكل سلس وليّن في محاولة للحد من خطر تلف الأعصاب وغيرها من الإصابات. ومع ذلك -كما هو الحال مع جميع أجهزة ضبط النفس- فإن أصفاد التربيط قد تتسبب في إصابات خطيرة إذا أسيء استخدامها أو عدم مراقبتها بعناية. أصفاد التربيط العادية ليست مصممة لتكون آمنة عند استخدامها خاصة عندما يتعلق الأمر بالحمولة كبيرة.

## معرض صور

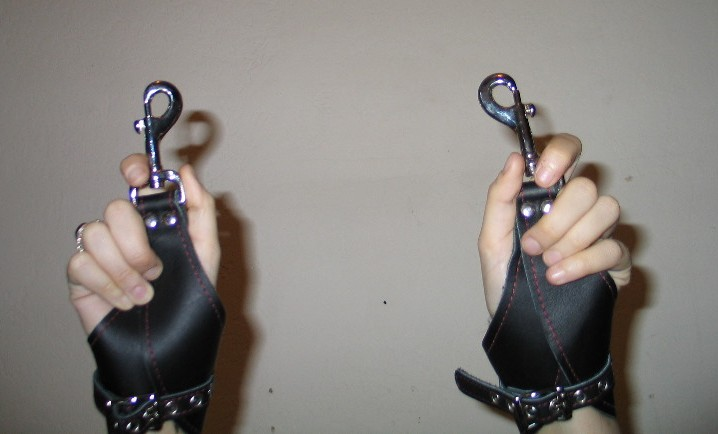
معصمين مُعلقين في صفدي تربيط.
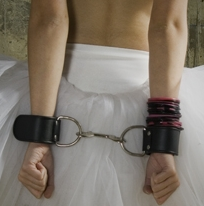
استخدام أصفاد التربيط على المعصمين.
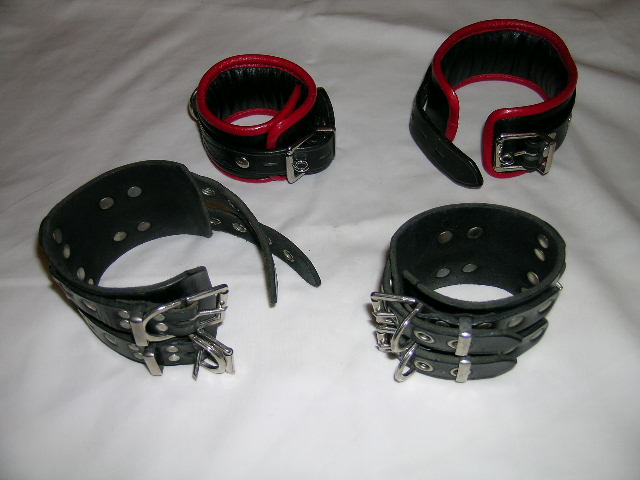
تشكيلة من أصفاد التربيط مع الأبازيم.
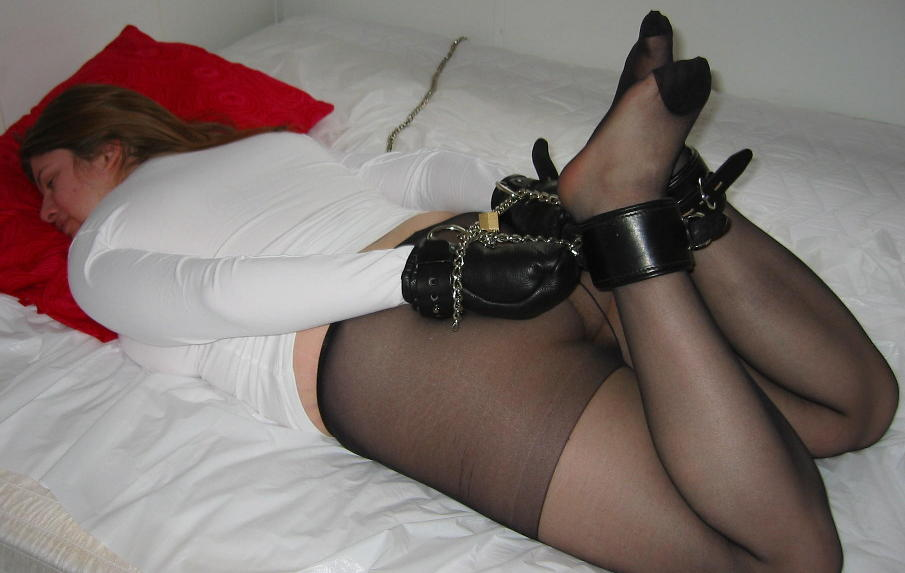
استِخدام أصفاد التربيط على الكاحلين.
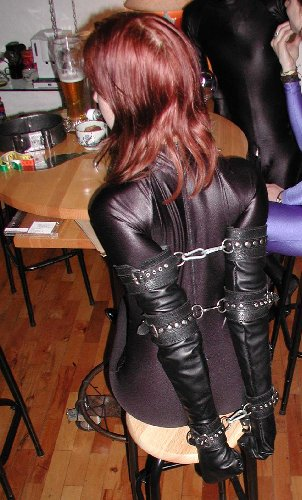
أصفاد التربيط مع القفازات.